# Kiseljak (Zvornik)
Pour les articles homonymes, voir Kiseljak.
Kiseljak (en serbe cyrillique : Кисељак) est un village de Bosnie-Herzégovine. Il est situé dans la municipalité de Zvornik et dans la république serbe de Bosnie. Selon les premiers résultats du recensement bosnien de 2013, il compte 376 habitants.
Avant 1998, le village faisait entièrement partie de la municipalité de Zvornik ; après 1998, son territoire a été partiellement rattaché à la municipalité de Sapna nouvellement créée et intégrée à la fédération de Bosnie-et-Herzégovine.

## Démographie

### Évolution historique de la population dans la localité
| 1948 | 1953 | 1961 | 1971 | 1981 | 1991 | 2013 |
| ---- | ---- | ---- | ---- | ---- | ---- | ---- |
| -    | -    | 509  | 535  | 600  | 580, | 376  |

|  |